# Basquetebol nos Jogos Olímpicos de Verão de 2020 - 3x3 masculino
O torneio masculino de basquetebol 3x3 nos Jogos Olímpicos de Verão de 2020 foi realizado entre os dias 24 e 28 de julho de 2021 no Parque Urbano de Esportes de Aomi, em Tóquio.
A Letônia conquistou o título após derrotar a seleção do Comitê Olímpico Russo na final, enquanto a Sérvia conquistou a medalha de bronze sobre a Bélgica.

## Medalhistas
|  | LAT Letônia                                               |  | ROC                                                           |  | SRB Sérvia                                                            |
|  | Nauris Miezis Kārlis Lasmanis Edgars Krūmiņš Agnis Čavars |  | Stanislav Sharov Alexander Zuev Ilia Karpenkov Kirill Pisklov |  | Aleksandar Ratkov Dejan Majstorović Mihailo Vasić Dušan Domović Bulut |

## Calendário
| G | Fase de grupos | QF | Quartas de final | SF | Semifinais | B | Disputa pelo bronze | F | Final |

| DataEvento    | Sáb 24 | Dom 25 | Seg 26 | Ter 27 | Ter 27 | Qua 28 | Qua 28 | Qua 28 | Qui 29 | Sex 30 | Sáb 31 | Dom 1 | Seg 2 | Ter 3 | Qua 4 | Qui 5 | Sex 6 | Sáb 7 | Sáb 7 | Dom 8 |
| ------------- | ------ | ------ | ------ | ------ | ------ | ------ | ------ | ------ | ------ | ------ | ------ | ----- | ----- | ----- | ----- | ----- | ----- | ----- | ----- | ----- |
| 3x3 masculino | G      | G      | G      | G      | QF     | SF     | B      | F      |        |        |        |       |       |       |       |       |       |       |       |       |

## Qualificação
| Método                                             | Data                  | Local        | Vagas | Classificado                      |
| -------------------------------------------------- | --------------------- | ------------ | ----- | --------------------------------- |
| País-sede                                          | 7 de setembro de 2013 | Buenos Aires | 1     | Japão                             |
| Ranking Mundial 3x3 FIBA                           | 1 de novembro de 2019 | Utsunomiya   | 3     | China · ROC · Sérvia              |
| Torneio Pré-Olímpico FIBA 3x3                      | 26–30 de maio de 2021 | Graz         | 3     | Polônia · Países Baixos · Letônia |
| Torneio de Qualificação Olímpica de Universalidade | 4–6 de junho de 2021  | Debrecen     | 1     | Bélgica                           |
| TOTAL                                              |                       |              | 8     |                                   |

## Formato
As oito equipes classificadas disputaram uma primeira fase onde todas jogaram contra todas. As equipes que finalizaram no primeiro e no segundo lugar avançaram diretamente para as semifinais e as classificadas do terceiro ao sexto lugar jogaram um playoff de quartas de final. A partir daí, foi seguido o sistema eliminatório até a definição das medalhas.

## Equipes
| Seleção       | Jogadores       | Jogadores           | Jogadores         | Jogadores           |
| ------------- | --------------- | ------------------- | ----------------- | ------------------- |
| Sérvia        | Dušan Bulut     | Dejan Majstorović   | Aleksandar Ratkov | Mihailo Vasić       |
| ROC           | Ilia Karpenkov  | Kirill Pisklov      | Stanislav Sharov  | Alexander Zuev      |
| Letônia       | Agnis Čavars    | Edgars Krūmiņš      | Kārlis Lasmanis   | Nauris Miezis       |
| Países Baixos | Ross Bekkering  | Dimeo van der Horst | Arvin Slagter     | Jessey Voorn        |
| China         | Hu Jinqiu       | Gao Shiyan          | Li Haonan         | Yan Peng            |
| Japão         | Ira Brown       | Tomoya Ochiai       | Keisei Tominaga   | Ryuto Yasuoka       |
| Polônia       | Michael Hicks   | Paweł Pawłowski     | Szymon Rduch      | Przemysław Zamojski |
| Bélgica       | Rafael Bogaerts | Nick Celis          | Thierry Mariën    | Thibaut Vervoort    |

## Árbitros
Os seguintes 12 árbitros foram selecionados para o torneio.
- AUS Vanessa Devlin
- CHN Shi Qirong
- EGY Sara El-Sharnouby
- HKG Edmond Ho
- HUN Cecília Tóth
- POL Marek Maliszewski
- ROU Vlad Ghizdareanu
- RUS Evgeny Ostrovskiy
- SRB Jasmina Juras
- SUI Markos Michaelides
- TPE Su Yu-yen
- USA Glenn Tuitt

## Primeira fase
Na primeira fase as seleções integraram um grupo único de oito equipes, com os jogos disputados em formato todos-contra-todos. Os dois primeiros avançaram direto as semifinais e do terceiro ao sexto colocado para as quartas de final.
Todas as partidas seguem o fuso horário local (UTC+9).
|  | Equipes classificadas às semifinais       |
|  | Equipes classificadas às quartas de final |

| Pos. | Seleção       | J | V | D | PM  | PS  | Dif |
| ---- | ------------- | - | - | - | --- | --- | --- |
| 1    | Sérvia        | 7 | 7 | 0 | 138 | 91  | +47 |
| 2    | Bélgica       | 7 | 4 | 3 | 126 | 127 | –1  |
| 3    | Letônia       | 7 | 4 | 3 | 133 | 129 | +4  |
| 4    | Países Baixos | 7 | 4 | 3 | 132 | 129 | +7  |
| 5    | ROC           | 7 | 3 | 4 | 116 | 125 | –9  |
| 6    | Japão         | 7 | 2 | 5 | 123 | 134 | –11 |
| 7    | Polônia       | 7 | 2 | 5 | 120 | 130 | –10 |
| 8    | China         | 7 | 2 | 5 | 119 | 142 | –23 |

Critérios de desempate: 1) Vitórias; 2) Confronto direto; 3) Diferença de cestas.
| 24 julho 2021 11:35 | Relatório | Polônia      | 14–21 | Letônia       |  | Parque Urbano de Esportes de Aomi, Tóquio Árbitros: SUI Markos Michaelides HKG Edmond Ho |  |
| 24 julho 2021 11:35 | Relatório | Pts: Hicks 8 |       | Pts: Miezis 7 |  | Parque Urbano de Esportes de Aomi, Tóquio Árbitros: SUI Markos Michaelides HKG Edmond Ho |  |

| 24 julho 2021 12:00 | Relatório | China     | 13–22 | Sérvia                |  | Parque Urbano de Esportes de Aomi, Tóquio Árbitros: POL Marek Maliszewski USA Glenn Tuitt |  |
| 24 julho 2021 12:00 | Relatório | Pts: Hu 6 |       | Pts: Domović Bulut 11 |  | Parque Urbano de Esportes de Aomi, Tóquio Árbitros: POL Marek Maliszewski USA Glenn Tuitt |  |

| 24 julho 2021 15:00 | Relatório | ROC          | 21–13 | China     |  | Parque Urbano de Esportes de Aomi, Tóquio Árbitros: USA Glenn Tuitt HUN Cecília Tóth |  |
| 24 julho 2021 15:00 | Relatório | Pts: Zuev 12 |       | Pts: Hu 6 |  | Parque Urbano de Esportes de Aomi, Tóquio Árbitros: USA Glenn Tuitt HUN Cecília Tóth |  |

| 24 julho 2021 15:25 | Relatório | Sérvia       | 16–15 | Países Baixos |  | Parque Urbano de Esportes de Aomi, Tóquio Árbitros: HKG Edmond Ho POL Marek Maliszewski |  |
| 24 julho 2021 15:25 | Relatório | Pts: Vasić 5 |       | Pts: Voorn 6  |  | Parque Urbano de Esportes de Aomi, Tóquio Árbitros: HKG Edmond Ho POL Marek Maliszewski |  |

| 24 julho 2021 18:40 | Relatório | Letônia          | 20–21 | Bélgica          |  | Parque Urbano de Esportes de Aomi, Tóquio Árbitros: SUI Markos Michaelides HKG Edmond Ho |  |
| 24 julho 2021 18:40 | Relatório | Pts: Lasmanis 11 |       | Pts: Vervoort 11 |  | Parque Urbano de Esportes de Aomi, Tóquio Árbitros: SUI Markos Michaelides HKG Edmond Ho |  |

| 24 julho 2021 19:05 | Relatório | Japão                  | 19–20 | Polônia                    | OT | Parque Urbano de Esportes de Aomi, Tóquio Árbitros: ROU Vlad Ghizdareanu SRB Jasmina Juras |  |
| 24 julho 2021 19:05 | Relatório | Pts: Brown, Tominaga 7 |       | Pts: Pawłowski, Zamojski 7 | OT | Parque Urbano de Esportes de Aomi, Tóquio Árbitros: ROU Vlad Ghizdareanu SRB Jasmina Juras |  |

| 24 julho 2021 22:00 | Relatório | Países Baixos        | 18–15 | ROC              |  | Parque Urbano de Esportes de Aomi, Tóquio Árbitros: SRB Jasmina Juras SUI Markos Michaelides |  |
| 24 julho 2021 22:00 | Relatório | Pts: Van der Horst 9 |       | Pts: Karpenkov 6 |  | Parque Urbano de Esportes de Aomi, Tóquio Árbitros: SRB Jasmina Juras SUI Markos Michaelides |  |

| 24 julho 2021 22:25 | Relatório | Bélgica         | 16–18 | Japão          |  | Parque Urbano de Esportes de Aomi, Tóquio Árbitros: ROU Vlad Ghizdareanu TPE Su Yu-yen |  |
| 24 julho 2021 22:25 | Relatório | Pts: Bogaerts 5 |       | Pts: Yasuoka 7 |  | Parque Urbano de Esportes de Aomi, Tóquio Árbitros: ROU Vlad Ghizdareanu TPE Su Yu-yen |  |

| 25 julho 2021 11:35 | Relatório | ROC              | 16–21 | Bélgica                |  | Parque Urbano de Esportes de Aomi, Tóquio Árbitros: ROU Vlad Ghizdareanu HUN Cecília Tóth |  |
| 25 julho 2021 11:35 | Relatório | Pts: Karpenkov 7 |       | Pts: Celis, Vervoort 7 |  | Parque Urbano de Esportes de Aomi, Tóquio Árbitros: ROU Vlad Ghizdareanu HUN Cecília Tóth |  |

| 25 julho 2021 12:00 | Relatório | Polônia          | 12–15 | Sérvia       |  | Parque Urbano de Esportes de Aomi, Tóquio Árbitros: RUS Evgeny Ostrovskiy SUI Markos Michaelides |  |
| 25 julho 2021 12:00 | Relatório | Pts: Pawłowski 4 |       | Pts: Vasić 5 |  | Parque Urbano de Esportes de Aomi, Tóquio Árbitros: RUS Evgeny Ostrovskiy SUI Markos Michaelides |  |

| 25 julho 2021 15:00 | Relatório | China      | 17–18 | Letônia          |  | Parque Urbano de Esportes de Aomi, Tóquio Árbitros: RUS Evgeny Ostrovskiy ROU Vlad Ghizdareanu |  |
| 25 julho 2021 15:00 | Relatório | Pts: Hu 12 |       | Pts: Lasmanis 11 |  | Parque Urbano de Esportes de Aomi, Tóquio Árbitros: RUS Evgeny Ostrovskiy ROU Vlad Ghizdareanu |  |

| 25 julho 2021 15:25 | Relatório | Sérvia                | 21–14 | Bélgica         |  | Parque Urbano de Esportes de Aomi, Tóquio Árbitros: SUI Markos Michaelides HUN Cecília Tóth |  |
| 25 julho 2021 15:25 | Relatório | Pts: Domović Bulut 13 |       | Pts: Bogaerts 6 |  | Parque Urbano de Esportes de Aomi, Tóquio Árbitros: SUI Markos Michaelides HUN Cecília Tóth |  |

| 25 julho 2021 18:40 | Relatório | ROC            | 16–21 | Polônia          |  | Parque Urbano de Esportes de Aomi, Tóquio Árbitros: HKG Edmond Ho SRB Jasmina Juras |  |
| 25 julho 2021 18:40 | Relatório | Pts: Pisklov 6 |       | Pts: Pawłowski 8 |  | Parque Urbano de Esportes de Aomi, Tóquio Árbitros: HKG Edmond Ho SRB Jasmina Juras |  |

| 25 julho 2021 19:05 | Relatório | Japão            | 20–21 | Países Baixos             |  | Parque Urbano de Esportes de Aomi, Tóquio Árbitros: POL Marek Maliszewski AUS Vanessa Devlin |  |
| 25 julho 2021 19:05 | Relatório | Pts: Tominaga 10 |       | Pts: Bekkering, Slagter 6 |  | Parque Urbano de Esportes de Aomi, Tóquio Árbitros: POL Marek Maliszewski AUS Vanessa Devlin |  |

| 25 julho 2021 22:00 | Relatório | Países Baixos        | 21–18 | China      |  | Parque Urbano de Esportes de Aomi, Tóquio Árbitros: USA Glenn Tuitt SRB Jasmina Juras |  |
| 25 julho 2021 22:00 | Relatório | Pts: Van der Horst 8 |       | Pts: Hu 17 |  | Parque Urbano de Esportes de Aomi, Tóquio Árbitros: USA Glenn Tuitt SRB Jasmina Juras |  |

| 25 julho 2021 22:25 | Relatório | Letônia         | 21–18 | Japão           |  | Parque Urbano de Esportes de Aomi, Tóquio Árbitros: HKG Edmond Ho POL Marek Maliszewski |  |
| 25 julho 2021 22:25 | Relatório | Pts: Lasmanis 7 |       | Pts: Tominaga 9 |  | Parque Urbano de Esportes de Aomi, Tóquio Árbitros: HKG Edmond Ho POL Marek Maliszewski |  |

| 26 julho 2021 11:35 | Relatório | Bélgica          | 20–21 | China     |  | Parque Urbano de Esportes de Aomi, Tóquio Árbitros: POL Marek Maliszewski HUN Cecília Tóth |  |
| 26 julho 2021 11:35 | Relatório | Pts: Vervoort 10 |       | Pts: Hu 9 |  | Parque Urbano de Esportes de Aomi, Tóquio Árbitros: POL Marek Maliszewski HUN Cecília Tóth |  |

| 26 julho 2021 12:00 | Relatório | Sérvia               | 21–11 | Japão          |  | Parque Urbano de Esportes de Aomi, Tóquio Árbitros: HKG Edmond Ho USA Glenn Tuitt |  |
| 26 julho 2021 12:00 | Relatório | Pts: Domović Bulut 7 |       | Pts: Yasuoka 8 |  | Parque Urbano de Esportes de Aomi, Tóquio Árbitros: HKG Edmond Ho USA Glenn Tuitt |  |

| 26 julho 2021 15:00 | Relatório | Japão        | 16–19 | ROC            |  | Parque Urbano de Esportes de Aomi, Tóquio Árbitros: USA Glenn Tuitt HUN Cecília Tóth |  |
| 26 julho 2021 15:00 | Relatório | Pts: Brown 7 |       | Pts: Pisklov 7 |  | Parque Urbano de Esportes de Aomi, Tóquio Árbitros: USA Glenn Tuitt HUN Cecília Tóth |  |

| 26 julho 2021 15:25 | Relatório | Letônia                         | 16–22 | Sérvia              |  | Parque Urbano de Esportes de Aomi, Tóquio Árbitros: HKG Edmond Ho POL Marek Maliszewski |  |
| 26 julho 2021 15:25 | Relatório | Pts: Miezis, Lasmanis, Čavars 5 |       | Pts: Majstorović 11 |  | Parque Urbano de Esportes de Aomi, Tóquio Árbitros: HKG Edmond Ho POL Marek Maliszewski |  |

| 26 julho 2021 18:40 | Relatório | Países Baixos | 17–18 | Bélgica         | OT | Parque Urbano de Esportes de Aomi, Tóquio Árbitros: SUI Markos Michaelides RUS Evgeny Ostrovskiy |  |
| 26 julho 2021 18:40 | Relatório | Pts: Voorn 10 |       | Pts: Vervoort 7 | OT | Parque Urbano de Esportes de Aomi, Tóquio Árbitros: SUI Markos Michaelides RUS Evgeny Ostrovskiy |  |

| 26 julho 2021 19:05 | Relatório | Polônia          | 19–21 | China      |  | Parque Urbano de Esportes de Aomi, Tóquio Árbitros: ROU Vlad Ghizdareanu SRB Jasmina Juras |  |
| 26 julho 2021 19:05 | Relatório | Pts: Pawłowski 7 |       | Pts: Hu 12 |  | Parque Urbano de Esportes de Aomi, Tóquio Árbitros: ROU Vlad Ghizdareanu SRB Jasmina Juras |  |

| 26 julho 2021 22:00 | Relatório | ROC         | 19–15 | Letônia         |  | Parque Urbano de Esportes de Aomi, Tóquio Árbitros: ROU Vlad Ghizdareanu SRB Jasmina Juras |  |
| 26 julho 2021 22:00 | Relatório | Pts: Zuev 7 |       | Pts: Lasmanis 6 |  | Parque Urbano de Esportes de Aomi, Tóquio Árbitros: ROU Vlad Ghizdareanu SRB Jasmina Juras |  |

| 26 julho 2021 22:25 | Relatório | Países Baixos                   | 22–20 | Polônia      | OT | Parque Urbano de Esportes de Aomi, Tóquio Árbitros: SUI Markos Michaelides RUS Evgeny Ostrovskiy |  |
| 26 julho 2021 22:25 | Relatório | Pts: Bekkering, Van der Horst 6 |       | Pts: Hicks 8 | OT | Parque Urbano de Esportes de Aomi, Tóquio Árbitros: SUI Markos Michaelides RUS Evgeny Ostrovskiy |  |

| 27 julho 2021 14:40 | Relatório | Bélgica          | 16–14 | Polônia      |  | Parque Urbano de Esportes de Aomi, Tóquio Árbitros: HKG Edmond Ho ROU Vlad Ghizdareanu |  |
| 27 julho 2021 14:40 | Relatório | Pts: Vervoort 11 |       | Pts: Hicks 8 |  | Parque Urbano de Esportes de Aomi, Tóquio Árbitros: HKG Edmond Ho ROU Vlad Ghizdareanu |  |

| 27 julho 2021 15:05 | Relatório | China      | 16–21 | Japão                    |  | Parque Urbano de Esportes de Aomi, Tóquio Árbitros: SUI Markos Michaelides SRB Jasmina Juras |  |
| 27 julho 2021 15:05 | Relatório | Pts: Gao 8 |       | Pts: Tominaga, Yasuoka 8 |  | Parque Urbano de Esportes de Aomi, Tóquio Árbitros: SUI Markos Michaelides SRB Jasmina Juras |  |

| 27 julho 2021 18:00 | Relatório | Sérvia       | 21–10 | ROC              |  | Parque Urbano de Esportes de Aomi, Tóquio Árbitros: SUI Markos Michaelides HUN Cecília Tóth |  |
| 27 julho 2021 18:00 | Relatório | Pts: Vasić 8 |       | Pts: Karpenkov 5 |  | Parque Urbano de Esportes de Aomi, Tóquio Árbitros: SUI Markos Michaelides HUN Cecília Tóth |  |

| 27 julho 2021 18:25 | Relatório | Letônia       | 22–18 | Países Baixos        |  | Parque Urbano de Esportes de Aomi, Tóquio Árbitros: HKG Edmond Ho SRB Jasmina Juras |  |
| 27 julho 2021 18:25 | Relatório | Pts: Miezis 9 |       | Pts: Van der Horst 8 |  | Parque Urbano de Esportes de Aomi, Tóquio Árbitros: HKG Edmond Ho SRB Jasmina Juras |  |

## Fase final
|  | Quartas de final | Quartas de final |             |    | Semifinal | Semifinal           |                     |  | Final | Final |
|  |                  |                  |             |    |           |                     |                     |  |       |       |
|  |                  |                  |             |    |           |                     |                     |  |       |       |
|  |                  |                  |             |    |           |                     |                     |  |       |       |
|  |                  |                  |             |    |           |                     |                     |  |       |       |
|  | 28 de julho      |                  |             |    |           |                     |                     |  |       |       |
|  |                  |                  |             |    |           |                     |                     |  |       |       |
|  | Sérvia           | 10               |             |    |           |                     |                     |  |       |       |
|  | Sérvia           | 10               | 27 de julho |    |           |                     |                     |  |       |       |
|  |                  |                  | ROC         | 21 |           |                     |                     |  |       |       |
|  | Países Baixos    | 19               | ROC         | 21 |           |                     |                     |  |       |       |
|  | Países Baixos    | 19               | 28 de julho |    |           |                     |                     |  |       |       |
|  | ROC              | 21               |             |    |           |                     |                     |  |       |       |
|  | ROC              | 21               | ROC         | 18 |           |                     |                     |  |       |       |
|  |                  |                  | ROC         | 18 |           |                     |                     |  |       |       |
|  |                  | Letônia          | 21          |    |           |                     |                     |  |       |       |
|  |                  | Letônia          | 21          |    |           |                     |                     |  |       |       |
|  | 28 de julho      |                  |             |    |           |                     |                     |  |       |       |
|  |                  |                  |             |    |           |                     |                     |  |       |       |
|  | Bélgica          | 8                |             |    |           |                     |                     |  |       |       |
|  | Bélgica          | 8                | 27 de julho |    |           |                     |                     |  |       |       |
|  |                  |                  | Letônia     | 21 |           | Disputa pelo bronze | Disputa pelo bronze |  |       |       |
|  | Letônia          | 21               | Letônia     | 21 |           | Disputa pelo bronze | Disputa pelo bronze |  |       |       |
|  | Letônia          | 21               | 28 de julho |    |           |                     |                     |  |       |       |
|  | Japão            | 18               |             |    |           |                     |                     |  |       |       |
|  | Japão            | 18               | Sérvia      | 21 |           |                     |                     |  |       |       |
|  |                  |                  |             |    |           |                     |                     |  |       |       |
|  | Bélgica          | 10               |             |    |           |                     |                     |  |       |       |
|  | Bélgica          | 10               |             |    |           |                     |                     |  |       |       |

### Quartas de final
| 27 julho 2021 21:00 | Relatório | Países Baixos        | 19–21 | ROC         |  | Parque Urbano de Esportes de Aomi, Tóquio Árbitros: HKG Edmond Ho SUI Markos Michaelides |  |
| 27 julho 2021 21:00 | Relatório | Pts: Van der Horst 8 |       | Pts: Zuev 9 |  | Parque Urbano de Esportes de Aomi, Tóquio Árbitros: HKG Edmond Ho SUI Markos Michaelides |  |

| 27 julho 2021 22:20 | Relatório | Letônia        | 21–18 | Japão           |  | Parque Urbano de Esportes de Aomi, Tóquio Árbitros: SRB Jasmina Juras POL Marek Maliszewski |  |
| 27 julho 2021 22:20 | Relatório | Pts: Krūmiņš 9 |       | Pts: Tominaga 8 |  | Parque Urbano de Esportes de Aomi, Tóquio Árbitros: SRB Jasmina Juras POL Marek Maliszewski |  |

### Semifinal
| 28 julho 2021 17:30 | Relatório | Sérvia               | 10–21 | ROC          |  | Parque Urbano de Esportes de Aomi, Tóquio Árbitros: POL Marek Maliszewski SUI Markos Michaelides |  |
| 28 julho 2021 17:30 | Relatório | Pts: Domović Bulut 5 |       | Pts: Zuev 11 |  | Parque Urbano de Esportes de Aomi, Tóquio Árbitros: POL Marek Maliszewski SUI Markos Michaelides |  |

| 28 julho 2021 18:40 | Relatório | Bélgica         | 8–21 | Letônia         |  | Parque Urbano de Esportes de Aomi, Tóquio Árbitros: HKG Edmond Ho SUI Markos Michaelides |  |
| 28 julho 2021 18:40 | Relatório | Pts: Vervoort 5 |      | Pts: Lasmanis 9 |  | Parque Urbano de Esportes de Aomi, Tóquio Árbitros: HKG Edmond Ho SUI Markos Michaelides |  |

### Disputa pelo bronze
| 28 julho 2021 21:15 | Relatório | Sérvia               | 21–10 | Bélgica         |  | Parque Urbano de Esportes de Aomi, Tóquio Árbitros: HKG Edmond Ho POL Marek Maliszewski |  |
| 28 julho 2021 21:15 | Relatório | Pts: Domović Bulut 7 |       | Pts: Vervoort 5 |  | Parque Urbano de Esportes de Aomi, Tóquio Árbitros: HKG Edmond Ho POL Marek Maliszewski |  |

### Final
| 28 julho 2021 22:25 | Relatório | ROC              | 18–21 | Letônia          |  | Parque Urbano de Esportes de Aomi, Tóquio Árbitros: SRB Jasmina Juras SUI Markos Michaelides |  |
| 28 julho 2021 22:25 | Relatório | Pts: Karpenkov 7 |       | Pts: Lasmanis 10 |  | Parque Urbano de Esportes de Aomi, Tóquio Árbitros: SRB Jasmina Juras SUI Markos Michaelides |  |

## Classificação final
| Pos.              | Seleção       |
| ----------------- | ------------- |
| Medalha de ouro   | Letônia       |
| Medalha de prata  | ROC           |
| Medalha de bronze | Sérvia        |
| 4                 | Bélgica       |
| 5                 | Países Baixos |
| 6                 | Japão         |
| 7                 | Polônia       |
| 8                 | China         |

## Maiores pontuadores
| Pos. | Jogador                 | Pontos |
| ---- | ----------------------- | ------ |
| 1    | LAT Kārlis Lasmanis     | 76     |
| 2    | CHN Hu Jinqiu           | 65     |
| 3    | BEL Thibaut Vervoort    | 61     |
| 3    | LAT Nauris Miezis       | 61     |
| 5    | SRB Dušan Domović Bulut | 60     |